# Ministerium für Finanzen Baden-Württemberg
Das Ministerium für Finanzen Baden-Württemberg ist eine Oberste Landesbehörde. Es ist ein Ministerium in der Verwaltung des Landes Baden-Württemberg. Die Behörde hat ihren Sitz am Schlossplatz 4 in der Landeshauptstadt Stuttgart.

## Leitung
Minister ist seit 2021 Danyal Bayaz (Grüne), Staatssekretärin ist seit 2016 Gisela Splett (Grüne). Leitender Beamter und Amtschef ist seit 2023 Ministerialdirektor Heiko Engling. Amtsleiter des Finanzministeriums ist der Finanzminister, dem ein Staatssekretär zur Seite steht.
Die Finanzminister seit 1945 finden sich in der Liste der Finanzminister von Baden-Württemberg.

## Geschichte
Am 12. Mai 2011 wurde es für die Dauer der grün-roten Legislaturperiode bis Mai 2016 mit dem Wirtschaftsministerium zum Ministerium für Finanzen und Wirtschaft zusammengeschlossen. Mit Amtsantritt der grün-schwarzen Landesregierung wurde das Ministerium wieder eigenständig.

## Geschäftsbereich
Zum Geschäftsbereich gehören:
1. Allgemeine Finanzpolitik und öffentliche Finanzwirtschaft
  1. Haushalts-, Kassen- und Rechnungswesen, Finanzplanung;
  2. Finanzbeziehungen zu Bund, Ländern und Gemeinden sowie zur Europäischen Union;
  3. Geld-, Kredit-, Schuldenverwaltung und Landesbürgschaften;
2. Besoldungs-, Versorgungs- und Tarifrecht einschließlich Reise- und Umzugskostenrecht, Beihilferecht;
3. Steuerwesen und Steuerverwaltung, Landes-, Gemeinde- und Bundessteuern;
4. Staatlicher Hochbau, staatliches Vermögen
  1. Baumanagement (staatlicher Hochbau),
  2. Immobilienmanagement (staatliche Liegenschaften ohne Forsten, Behördenunterbringung),
  3. Gebäudemanagement (Gebäudebewirtschaftung),
  4. Schlösser und Gärten;
  5. Fiskalerbrecht, Wohnungsfürsorge;
5. Staatliche Unternehmen und Beteiligungen;
6. Verteidigungslasten und Liegenschaftsfragen der Streitkräfte;
7. Statistik;
8. Wiedergutmachung.

## Nachgeordnete Dienststellen
Dem Ministerium sind unter anderem folgende Dienststellen, Behörden und Einrichtungen unterstellt beziehungsweise zugeordnet beziehungsweise werden von diesem direkt oder indirekt beaufsichtigt:
- Oberfinanzdirektion Baden-Württemberg
  - Landeszentrum für Datenverarbeitung
- Statistisches Landesamt Baden-Württemberg mit Sitz in Stuttgart
- Landesamt für Besoldung und Versorgung Baden-Württemberg mit Sitz in Fellbach
- Staatliche Münzen mit Sitz in Stuttgart und Karlsruhe
- Wilhelma – zoologisch-botanischer Garten Stuttgart
- Staatliche Schlösser und Gärten Baden-Württemberg mit Sitz in Bruchsal